# Foetorepus talarae
Foetorepus talarae là một loài cá biển thuộc chi Foetorepus trong họ Cá đàn lia. Loài này được mô tả lần đầu tiên vào năm 1949.

## Phân bố và môi trường sống
F. talarae có phạm vi phân bố ở Đông Nam Thái Bình Dương. Loài cá này được tìm thấy ở ngoài khơi Peru.